# Persimon
Persimon, Diospyros virginiana, är det svenska namnet på en nordamerikansk art i släktet Diospyros och dess ätbara frukt. 
Under inverkan av engelskan kallas ibland även andra Diospyrosfrukter "persimon" på svenska numera, i synnerhet kaki (en släkting till persimon), det vill säga sharonfrukt.
Växtanatomiskt sett är persimonfrukten, liksom tomaten, ett stort bär.